# Savannkungsfiskare
Savannkungsfiskare (Halcyon senegalensis) är en fågel i familjen kungsfiskare inom ordningen praktfåglar.

## Utseende och läte
Savannkungsfiskare är en medelstor kungsiskare med elektriskt blå rygg och tydligt tvåfärgad näbb, rött ovan och svart under. Nästan alla andra kungsdiskare i Afrika har jämnfärgad rödorange näbb, förutom blåbröstad kungsfiskare som är större med ett komplett ljusblått bröstband och mer skogslevande. Lätet är ljudligt och karakteristiskt, ett ljust "tuuui" följt av en paus och därefter en fallande drill. 

## Utbredning och systematik
Savannkungsfiskare delas in i tre underarter med följande utbredning:
- H. s. senegalensis – Senegal och Gambia till Etiopien och norra Tanzania
- H. s. fuscopileus – skogar i Sierra Leone till södra Nigeria och Kongobäckenet
- H. s. cyanoleuca – nordvästra Tanzania till Angola, Botswana och KwaZulu-Natal

## Levnadssätt
Savannkungsfiskaren hittas i mer högväxt torrt skogslandskap, skogsbryn och flodnära skogar. Där ses den enstaka eller i par, födosökande efter mestadels insekter.

## Status och hot
Arten har ett stort utbredningsområde, men tros minska i antal, dock inte tillräckligt kraftigt för att den ska betraktas som hotad. Internationella naturvårdsunionen IUCN listar arten som livskraftig (LC).

## Bilder

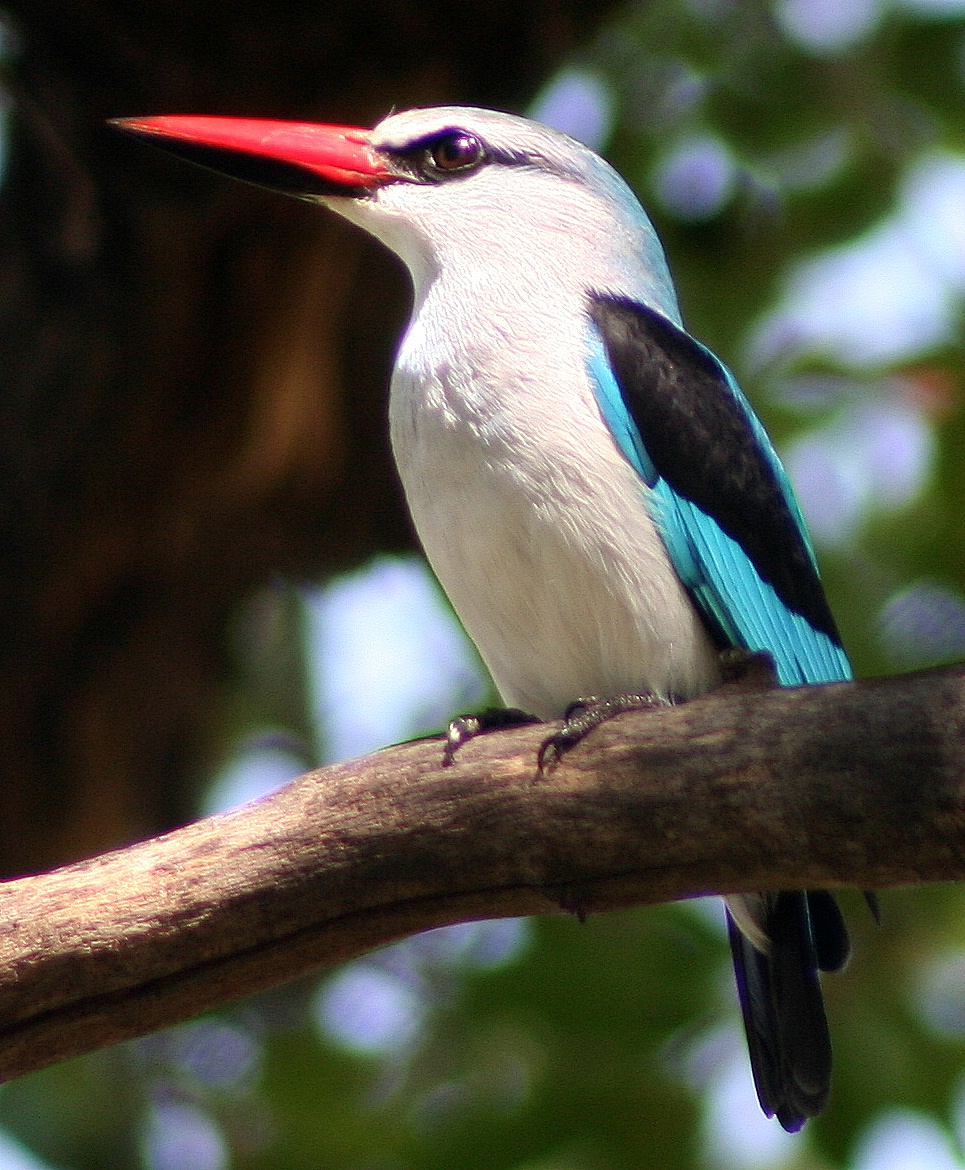
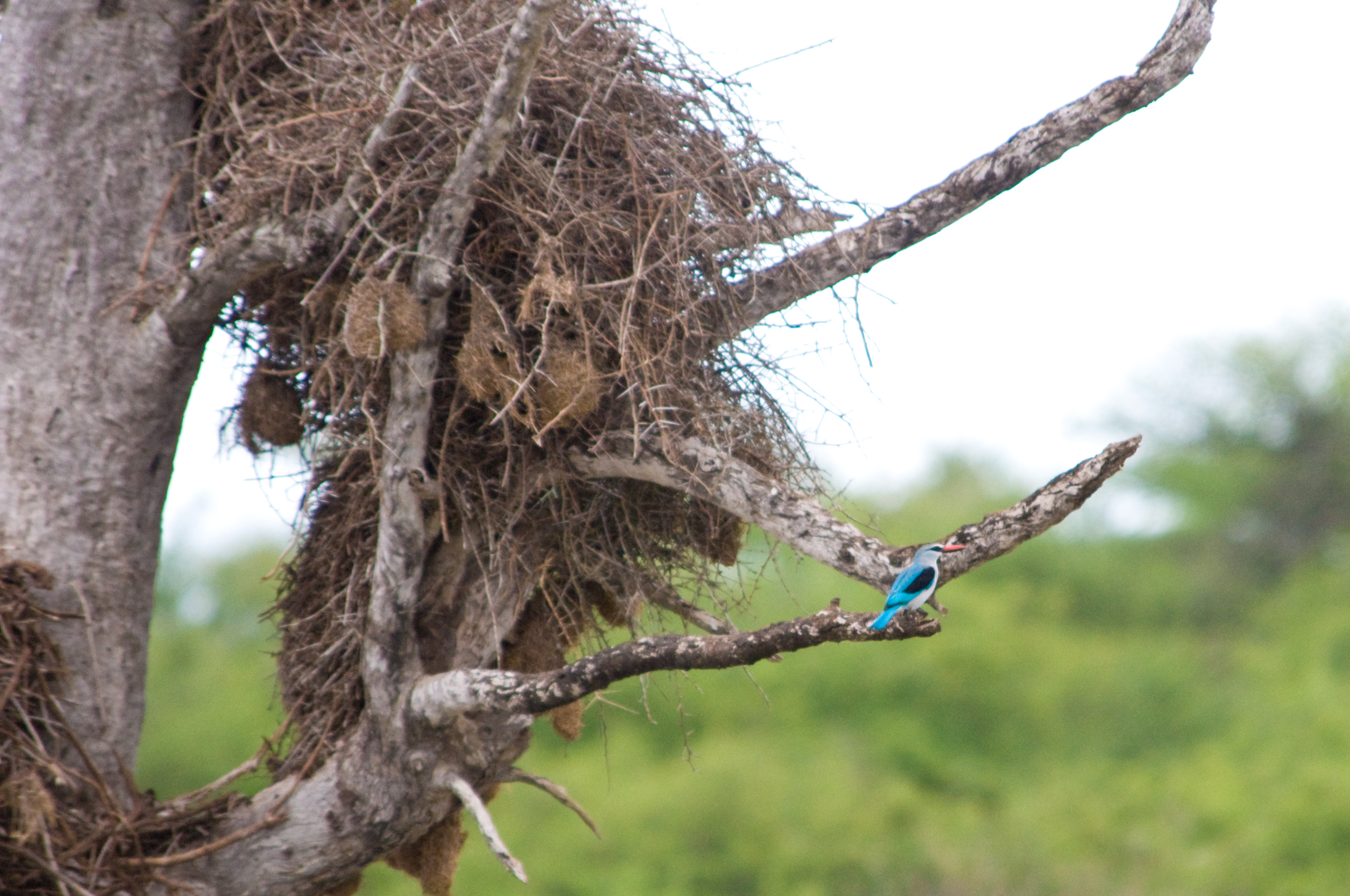